# 팩맨
《팩맨》(Pac-Man)은 반다이 남코 엔터테인먼트(전 남코)가 제작한 일련의 비디오 게임 기반 미디어 프랜차이즈이다. 1980년에 출시된 아케이드 게임 《팩맨》으로 시작했으며 공전의 인기로 비디오 게임 시장을 석권하면서 후속작 비디오 게임, 텔레비전 프로그램, 노래와 관련 상품들이 발매됐다.
《팩맨》은 역사상 최장 및 최다판매 비디오 게임 프랜차이즈 순위권에 속하며 1980년 이래 40년 이상 지속적으로 게임들이 출시됐으며, 전 플랫폼에 걸쳐 4800만 장 이상이 판매되고 총매출이 미화 140억 달러에 달한다. 캐릭터 팩맨은 반다이 남코의 마스코트이다.

## 매체

### 비디오 게임
| 1980      | 팩맨                                |
| 1981      |                                     |
| 1982      | 미스 팩맨                           |
| 1982      | 팩맨 플러스                         |
| 1982      | 슈퍼 팩맨                           |
| 1983      | 팩 & 팔                             |
| 1983      | 교수 팩맨                           |
| 1983      | 주니어 팩맨                         |
| 1984      | 팩랜드                              |
| 1985–1986 |                                     |
| 1987      | 팩마니아                            |
| 1988–1992 |                                     |
| 1993      | 팩어택                              |
| 1994      | 팩맨 2: 새로운 모험                 |
| 1995      | 팩인타임                            |
| 1996      | 팩맨 어레인지먼트                   |
| 1996      | 팩맨 VR                             |
| 1997–1998 |                                     |
| 1999      | 팩맨 월드                           |
| 2000      | 미스 팩맨 메이즈 매드니스           |
| 2000      | 팩맨: 어드벤처스 인 타임            |
| 2001      | 미스 팩맨: 퀘스트 포 더 골든 메이즈 |
| 2002      | 팩맨 올스타즈                       |
| 2002      | 팩맨 피버                           |
| 2002      | 팩맨 월드 2                         |
| 2003      | 팩맨 Vs.                            |
| 2004      |                                     |
| 2005      | 팩픽스                              |
| 2005      | 팩맨 핀볼 어드밴스                  |
| 2005      | 팩 앤 롤                            |
| 2005      | 팩맨 월드 3                         |
| 2006      | 팩맨 월드 랠리                      |
| 2007      | 팩맨 챔피언십 에디션                |
| 2008–2009 |                                     |
| 2010      | 팩맨 챔피언십 에디션 DX             |
| 2010      | 팩맨 파티                           |
| 2011      | 팩맨 배틀 로열                      |
| 2012      |                                     |
| 2013      | 팩맨 촘 마니아                      |
| 2013      | 팩맨과 유령의 모험                  |
| 2014      | 팩맨과 유령의 모험 2                |
| 2015      | 세상에서 가장 큰 팩맨               |
| 2016      | 팩맨 256                            |
| 2016      | 팩맨 챔피언십 에디션 2              |
| 2017–2019 |                                     |
| 2020      | 팩맨 메가 터널 배틀                 |
| 2021      | 팩맨 99                             |
| 2022      | 팩맨 월드 리팩                      |

1980년, 아케이드로 개발된 《팩맨》이 처음 출시됐다. 1982년에 미국의 제너럴 컴퓨터 코퍼레이션과 미드웨이 게임스가 개발한 후속작 《미스 팩맨》이 발매됐다.